# Intel·ligència social
Actualment no hi ha un consens ampli pel que fa a la definició d'intel·ligència social, de la mateixa manera sí que es troba per a altres tipus d'intel·ligència. Globalment podem entendre la Intel·ligència com una capacitat mental que pot ser compresa de manera diferent, tot i que les diverses concepcions estan connectades entre elles. Segons l'aspecte que es vulgui emfatitzar, es pot parlar de:
- Intel·ligència Natural (o Intel·ligència A)→ Disposició biològica i innata de l'individu que constituiria el nucli bàsic de la Intel·ligència.[1]
- Intel·ligència Social també anomenada Pràctica (o Intel·ligència B)→ És observable a partir del comportament; fa referència a les teories implícites del llenguatge col·loquial.[1]
- Intel·ligència Psicomètrica (o Intel·ligència C)→ Investigada a partir de la seva avaluació amb tests psicològics. Aquesta mesura se l'anomena Quocient Intel·lectual o QI.[1]

Podríem visualitzar la Intel·ligència Natural (A) i la Psicomètrica (C) com a components de la intel·ligència social; constituint l'A la base disposicional i essent la C l'operativització en termes de rendiment.
Diferents investigadors (p. ex., Barnes & Sternberg, 1989; Gardner, 1985; Marlowe, 1986; Thorndike, 1920) i persones no especialitzades (p. ex., Kosmitzki & John, 1993; Sternberg Conway, Ketron, & Bernstein, 1981) creuen que les persones poden ser descrites com a socialment intel·ligents, que la intel·ligència social podria tenir diverses facetes i, que aquesta tot i ser diferent podria estar correlacionada amb la intel·ligència acadèmica.
Tal com exposen Kosmitzki i John (1993) van trobar que la majoria d'estudiants universitaris creien que les habilitats de cognició social (“entendre a les persones”, “conèixer les regles socials”) i de comportament social (“habilitat per tractar amb les persones”) eren aspectes centrals de la intel·ligència social però que, en canvi, la intel·ligència general o acadèmica no ho era.

## Definició
El primer criteri utilitzat per diferents autors per definir la intel·ligència social essencialment fa referència a la descodificació de la informació social. La intel·ligència social s'exemplifica amb habilitats com ara la capacitat de llegir els senyals no verbals o fer inferències socials precises. L'assumpció de rols, la percepció de la persona, la visió social i la consciència interpersonal són construccions il·lustratives. El segon criteri utilitzat per definir aquest concepte és l'eficàcia o la capacitat d'adaptació de les actuacions socials d'un mateix. Aquí, la intel·ligència social es defineix en termes de resultats de comportament.
Diferents autors han definit aquest concepte de diverses maneres:
- Neisser entén per a intel·ligència social "respondre adequadament en termes d'objectius a llarg i curt termini, tenint en compte els fets reals de la situació com un els descobreix".[3]
- Weinstein defineix la competència interpersonal (entesa com a intel·ligència social) com "la capacitat per realitzar les tasques interpersonals" (1969).[3]

- Piaget es refereix a la intel·ligència social com "l'adaptació al teu propi entorn" (1972).[3]
- Sternberg parla d'intel·ligència social com "l'adaptació intencional als entorns en el qual un mateix es troba".[3]

- Ford definirà posteriorment la competència social com "l'assoliment dels objectius socials rellevants en contextos socials específics, utilitzant els mitjans apropiats i que resulta en resultats positius de desenvolupament" (1982).[3]

## Origen

### Edward Thorndike
El concepte d'intel·ligència social va ser introduït en la literatura psicològica per Thorndike (1920) fins i tot abans que Spearman (1927) conceptualitzés el factor ‘g'. Hi ha un consens ample pel que fa a la constitució d'intel·ligència acadèmica (Carroll, 1993), però no en el cas de la intel·ligència social. La investigació d'aquest tipus d'intel·ligència va ser represa per Keating (1978), i continuada per Ford i Tisak (1983) i Marró i Anthony (1990), tot i així encara no s'han resolt els assumptes teòrics i de mesurament importants.
La definició original proposada per Edward Thorndike el 1920 és “the ability to understand and manage men and women and girls, to act wisely in human relations". Aquesta inclou un component cognitiu (“entendre”) i un component comportamental (``gestionar'', ``actuar amb prudència'').

### David P. Keating
En l'estudi realitzat per Daniel P. Keating el 1978 es va investigar la intel·ligència social en un grup d'estudiants universitaris (N=117), ja que anteriorment Dye and Very's, i les troballes d'altres autors van predir una màxima diferenciació de les capacitats en aquest grup d'edat. Es van utilitzar tres mesures tant per la intel·ligència "acadèmica" com per la intel·ligència "social”. En el cas del segon tipus, les mesures emprades van ser: (a) la ubicació dins el domini conceptual de la intel·ligència social, (b) l'existència d'evidència vàlida raonable, i (c) escalabilitat objectiva i fiabilitat.
Aquesta investigació va demostrar que el domini putatiu de la intel·ligència social no té coherència empírica, almenys tal com està representat per les mesures esmentades anteriorment. L'autor va plantejar dues possibles raons que expliquessin el perquè dels resultats obtinguts: la poca claredat empírica del conjunt coherent del domini i el format de mesurament.

### Ford i Tisak
Anys més tard, el 1983, Ford i Tisak van reprendre aquesta investigació a partir de l'estudi de Keating "Una recerca d'intel·ligència social" com un model metodològic. En el present estudi es van examinar quatre mesures de la intel·ligència acadèmica i sis mesures de la intel·ligència social que utilitzen tres procediments de correlació diferents. A més, es van utilitzar dues mostres separades d'adolescents (N = 620) a diferència de l'estudi esmentat anteriorment.
L'èxit general d'aquest estudi en la identificació d'un domini separat de la intel·ligència social està en agut contrast amb la majoria d'investigacions anteriors sobre aquesta qüestió. Els resultats d'aquest estudi poden ser replicats en el cas que les mesures seleccionades per representar el domini de la intel·ligència social no variïn massa pel que fa a les actuacions específiques de comportament i situacions socials mostrejades. Això queda reflectit en el seu estudi: “Hi ha moltes maneres diferents de ser socialment intel·ligent. Un podria ser intel·ligent en un entorn social però no en un altre (per exemple, un professor podria brillar en una reunió de facultat, però ser una vergonya en un sopar). O bé, dins d'un entorn determinat, podria ser eficaç en el compliment de certs tipus d'objectius socials però no en altres.”
Per tant, l'explicació de les discrepàncies entre estudis podria recaure en l'ús clar i consistent d'un criteri eficaç a l'hora de seleccionar les mesures d'intel·ligència social.

## Intel·ligència independent
Hi ha una sèrie de qüestions amb relació a la naturalesa de la intel·ligència que continuen intrigant als investigadors. Molts autors esmenten que la intel·ligència social està estretament relacionada amb altres tipus d'intel·ligència com l'emocional o la interpersonal, tal com exposa Howard Gardner en la teoria de les intel·ligències múltiples. Per exemple, Weinstein defineix la intel·ligència social com "la capacitat per realitzar les tasques interpersonals" (1969), relacionant-la amb la intel·ligència interpersonal. Altres autors també la presenten com una part més de la intel·ligència acadèmica, fet que fa que no l'entenguin com una capacitat independent.
No obstant això, hi ha estudis recents que afirmen l'existència de la intel·ligència social entesa com a plenament autònoma d'altres intel·ligències, com ara, la Intel·ligència acadèmica. Wong et al. (1995), en un estudi multifactorial a la revista Personality and Individual Differences va demostrar que “aspectes cognitius i de comportament de la intel·ligència social podrien presentar una clara distinció amb la intel·ligència acadèmica”.

## Altres enfocaments

### Daniel Goleman
Daniel Goleman es va basar en la investigació en neurociència social per proposar que la intel·ligència social es compon a partir de la consciència social (incloent-hi l'empatia, la sintonia, l'exactitud empàtica, i la cognició social) i les habilitats socials (incloent-hi la sincronia, l'autopresentació, la influència, i la preocupació).
La recerca indica que les nostres relacions socials tenen un efecte directe en la nostra salut física, i com més profunda és la relació més ho és l'impacte. Els efectes inclouen flux de sang, respiració, humor com fatiga i depressió, i debilitant del sistema immunitari.
Segons Goleman la Intel·ligència social revela que estem “programats per connectar” amb els altres i que les nostres relacions tenen un impacte molt profund en les nostres vides. El tracte diari amb els nostres progenitors, parelles, caps, amics, i fins i tot estranys, conforma el nostre cervell i afecta totes les cèl·lules del nostre cos fins al nivell dels gens. La troballa fonamental que Goleman aporta, amb l'habitual amenitat i rigor, és que estem dissenyats per ser sociables, i que participem constantment en un “ballet neuronal” que ens connecta, de cervell a cervell, amb els que ens envolten.
Goleman explica la sorprenent fiabilitat de les nostres primeres impressions, explora el carisma, afronta la complexitat de l'atracció sexual: descriu també “el cantó fosc” de la intel·ligència social, des del narcisisme al maquiavel·lisme i la psicopatia.

### Intel·ligència social fluida i cristal·litzada
L'estudi “Social and academic intelligences: a multitrait-multimethod study of their crystallized and fluid characteristics" (Jong-Eun Leea, Chau-Ming T. Wongb, Jeanne D. Daya,*, Scott E. Maxwella, Pamela Thorpea) dut a terme l'any 2000 va analitzar la intel·ligència social amb un enfocament multifactorial, utilitzant l'anàlisi factorial confirmatori, amb la finalitat de replicar les investigacions prèvies sobre la intel·ligència social i poder investigar dos aspectes concrets d'aquesta. Per una part, esbrinar si existeix una diferenciació entre la intel·ligència social i la intel·ligència acadèmica, i com a segon aspecte avaluar si la distinció entre intel·ligència fluida i cristal·litzada (que s'havia aplicat habitualment en l'àmbit de la intel·ligència acadèmica) era aplicable al domini de la intel·ligència social. Entenent per intel·ligència fluida aquell component de la intel·ligència de base genètica i neurofisiològica que reflectiria els processos mentals superiors, especialment raonament inductiu. I intel·ligència cristal·litzada com aquella part exercitada (coneixements) en la interacció amb el medi sociocultural.
Wong et al. (1995) va examinar les relacions entre les intel·ligències social i acadèmica demostrant que aspectes cognitius i de comportament de la intel·ligència social podrien presentar una clara distinció amb la intel·ligència acadèmica.
Més tard, Jones and Day (1997), van utilitzar també un disseny multifactorial per a ampliar l'estudi de Wong et al. (1995). En aquest segon estudi van demostrar certes convergències i diferències per a dos constructes referents a la intel·ligència social: inferència social (és a dir, la capacitat de llegir els senyals perceptius i per fer inferències precises sobre estats interns dels altres, motivacions, etc. (reflectint eines intel·lectuals fluides), i coneixement social (el qual reflecteix eines cristal·litzades).
Cent seixanta-nou estudiants universitaris van completar mesures verbals, pictòriques i d'autoinforme de quatre constructes: el coneixement social (per a mesurar la intel·ligència social cristal·litzada), la inferència social (per a mesurar la intel·ligència social fluida), la intel·ligència acadèmica cristal·litzada i la intel·ligència acadèmica fluida. D'acord amb els valors obtinguts en les mesures d'aquests quatre constructes es va analitzar la seva correlació.
Els resultats amplien els descobriments previs sobre la multidimensionalitat de la intel·ligència establint les convergències i divergències entre els quatre trets correlacionats: intel·ligència acadèmica fluida, intel·ligència acadèmica cristal·litzada, inferència social i coneixement social (p. ex., Jones & Day, 1997; Wong et al., 1995), demostrant que les dues intel·ligències (acadèmica i social) són de naturalesa multidimensional i presenten una clara diferenciació entre elles.
A més, exposa que les intel·ligències acadèmiques fluida i cristal·litzada estan estretament relacionades entre elles, i també ho estan la inferència social i el coneixement social, referents a la intel·ligència social.

## Mesurament
El 1920, Thorndike va afirmar que per ser vàlid, un ítem d'un test d'intel·ligència social, hauria de fer front a una "situació verídica amb persones reals".
No obstant això, la raó principal de la insuficiència general de les mesures de la intel·ligència social és que la majoria d'aquestes s'han inspirat en les proves d'intel·ligència tradicionals, que estan compostes principalment d'elements que són abstractes, descontextualitzats, i / o fora del rang normal dels problemes examinats que és probable que una persona es trobi en el seu dia a dia. Per tant, el problema principal és la impossibilitat de construir mesures estandarditzades que involucren situacions socials de la vida real.
La majoria de les proves d'intel·ligència social, tenen poc o res a veure amb la mateixa competència real en situacions socials més destacades. En el pitjor dels casos, aquestes proves poden estar mesurant poc més que la capacitat verbal d'habilitats molt específiques per a la tasca. Tot i així, al juny del 1928 el Dr. Thelma Hunt un psicòleg de la Universitat de Washington, va crear una de les úniques mesures d'habilitats disponible per a l'avaluació de la intel·ligència social: George Washington University Social Intelligence Test. Es va proposar originalment com una mesura de la capacitat d'una persona per tractar amb la gent i amb les relacions socials. El test està dissenyat per avaluar diverses habilitats socials les quals consisteixen a observar el comportament humà, el judici de situacions socials, la memòria de noms i cares, i lateoria de la ment a partir d'expressions facials.
La segona edició revisada d'aquests tests es compon d'ítems, com ara:
- L'observació de la conducta humana[9]
- El reconeixement de l'estat mental del parlant[9]
- Memòria per als noms i les cares[9]
- Judici a situacions socials[9]
- Sentit de l'humor[9]

Posteriorment, un estudi dut a terme per Rachel Grieve, reuneix els dominis del tret d'Intel·ligència social i d'autoeficàcia -és a dir, la confiança d'un en la mateixa capacitat per fer front a la informació social- per desenvolupar i avaluar una mesura d'autoeficàcia social. L'objectiu d'aquest va ser proporcionar validació psicométrica per elaborar una nova mesura d'autoinforme cognitiva i conductual.